# Gare de Cernay (Haut-Rhin)
Pour les articles homonymes, voir Gare de Cernay.
La gare de Cernay est une gare ferroviaire française située sur le territoire de la commune de Cernay dans le département du Haut-Rhin, en région Grand Est.
C'est une gare de la Société nationale des chemins de fer français (SNCF) desservie par des trains express régionaux et par le tram-train Mulhouse Vallée de la Thur.

## Situation ferroviaire
Établie à 302 mètres d'altitude, la gare de Cernay est située au point kilométrique (PK) 9,147 de la ligne de Lutterbach à Kruth, entre les gares de Graffenwald et de Vieux-Thann-ZI.
Gare de bifurcation, elle constitue l'origine, au PK 0,000, de la ligne de Cernay à Sewen, en partie déclassée et déposée, aujourd'hui utilisée comme chemin de fer touristique par le Train Thur Doller Alsace.

## Histoire
La gare est mise en service le 12 septembre 1839 par la Compagnie du chemin de fer de Mulhouse à Thann lors de l'ouverture de la ligne de Mulhouse à Thann.
Le 29 mai 1858, la Compagnie des chemins de fer de l'Est succède à la Compagnie du chemin de fer de Mulhouse à Thann.
En 1862, on envisage la construction d'une ligne de chemin de fer reliant Belfort à Guebwiller et passant par Cernay. Cette ligne, qui devait desservir les vallées vosgiennes de la Doller, de la Lauch et de la Thur tout en évitant Mulhouse, ne fut finalement jamais construite dans son intégralité.
La ligne vers Sentheim est ouverte en 1869. Elle est prolongée jusqu'à Masevaux en 1884 et jusqu'à Sewen en 1901.
En 1871, la gare entre dans le réseau de la Direction générale impériale des chemins de fer d'Alsace-Lorraine (EL) à la suite de la défaite française lors de la guerre franco-allemande de 1870 (et le traité de Francfort qui s'ensuivit).
Le 19 juin 1919, la gare entre dans le réseau de l'Administration des chemins de fer d'Alsace et de Lorraine (AL), à la suite de la victoire française lors de la Première Guerre mondiale. Puis, le 1er janvier 1938, cette administration d'État forme avec les autres grandes compagnies la SNCF, qui devient concessionnaire des installations ferroviaires de Cernay. Cependant, après l'annexion allemande de l'Alsace-Lorraine, c'est la Deutsche Reichsbahn qui gère la gare pendant la Seconde Guerre mondiale, du 1er juillet 1940 jusqu'à la Libération (en 1944 – 1945).
Cernay comportait également un dépôt-relais secondaire.
Le service voyageurs ferroviaire en direction de Sewen est fermé le 29 mai 1967.
Depuis le 12 décembre 2010, la gare est desservie par le tram-train Mulhouse Vallée de la Thur.
En 2022, la SNCF estime la fréquentation de la gare à 421 687 voyageurs.

## Fréquentation
De 2015 à 2024, selon les estimations de la SNCF, la fréquentation annuelle de la gare s'élève aux nombres indiqués dans le tableau ci-dessous.
| Année                      | 2015    | 2016    | 2017    | 2018    | 2019    | 2020    | 2021    | 2022    | 2023    | 2024    |
| -------------------------- | ------- | ------- | ------- | ------- | ------- | ------- | ------- | ------- | ------- | ------- |
| Voyageurs                  | 419 394 | 396 767 | 391 782 | 372 890 | 400 877 | 351 266 | 364 274 | 421 687 | 561 765 | 605 938 |
| Voyageurs et non voyageurs | 524 242 | 495 959 | 489 727 | 466 113 | 501 097 | 439 083 | 455 353 | 527 109 | 702 207 | 757 423 |

## Service des voyageurs

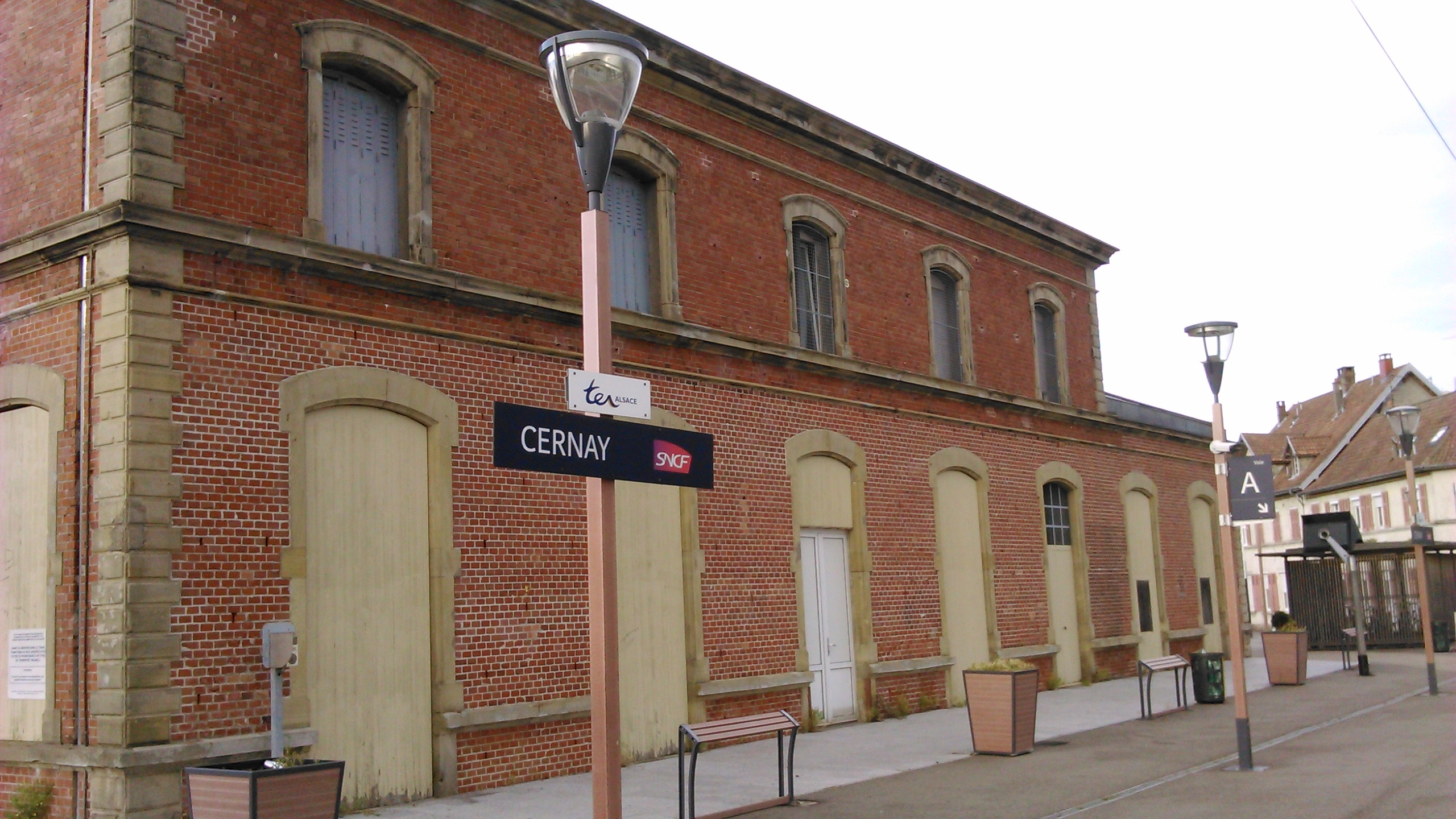
Le bâtiment voyageurs côté quais.

### Accueil
Halte SNCF, c'est un point d'arrêt non géré (PANG) à entrée libre. Elle est équipée d'automates pour l'achat de titres de transport. Son bâtiment voyageurs est fermé au public.

### Desserte
Cernay est desservie par des trains TER Grand Est qui effectuent des missions entre les gares de Mulhouse-Ville et de Kruth. Elle est également desservie par le Tram-train Mulhouse Vallée de la Thur.

### Intermodalité
Un parc pour les vélos et un parking pour les véhicules sont aménagés.

## Service des marchandises
Cette gare est ouverte au service du fret.
Le document de référence du réseau (DRR) pour l'horaire de service 2017 indique que la gare dessert une installation terminale embranchée.